# Totleben (Insel)

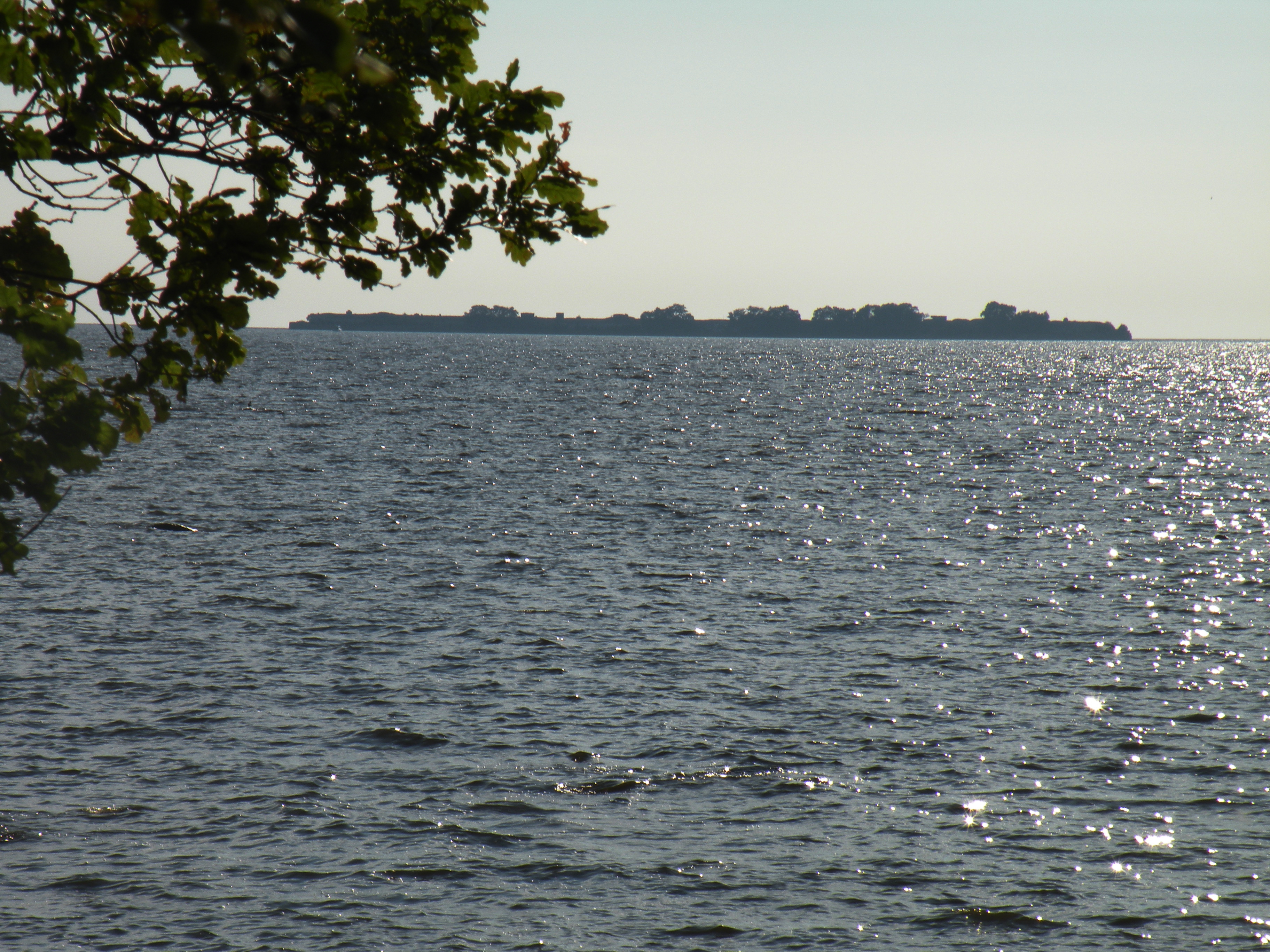
Ansicht von der Landseite Sestrorezk

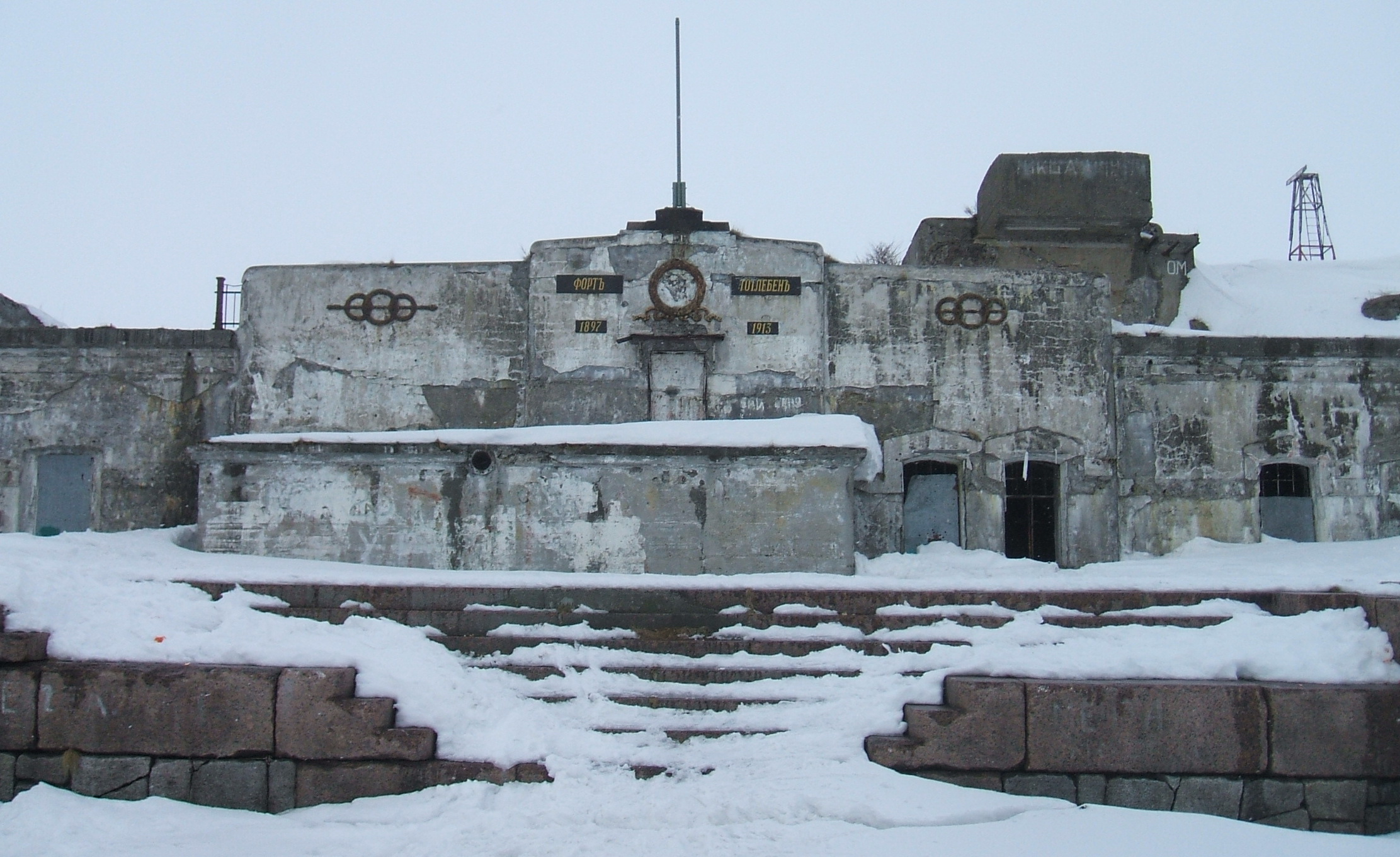
Haupteingang Fort Totleben

Totleben (russisch Тотлебен) ist eine russische, etwa einen Kilometer lange künstliche Insel in Form eines liegenden „C“ mit einer Fläche von 4,8 ha sowie ehemaliges Fort in der Ostsee vor Sankt Petersburg; das Festungsbauwerk besteht aus drei Front- und zwei kurzen flankierenden Teilen. Eine durchgehende Straße zwischen den Gefechtsständen, Kasematten und dem Hafen verbindet die Unterkünfte für rund 700 Personen.

## Geschichte
Die Planung der Festungsanlage unter der militärischen Bezeichnung Fort „A“ begann 1895. Die Vermessungsarbeiten wurden 1896 durchgeführt, und im Januar 1897 begannen die Baumaßnahmen. 1903 wurde der Bau der künstlichen Insel und der Hafenanlage abgeschlossen. Die Errichtung der Gebäude sowie die Platzierung der Ausrüstung und Geschütze dauerten bis 1913.
Fort „A“ wurde im Jahre 1910, noch während der Baumaßnahmen, in Festung „Totleben“ umbenannt, zu Ehren des russischen Generals Eduard Iwanowitsch Totleben, der auch am Bau der nahegelegenen Festungen in Kronstadt beteiligt war.
Nach der Oktoberrevolution 1917 wurde die Festung in Fort „Perwomaiski“ (deutsch: Erster Mai) umbenannt.
1990 wurde die Festung neben weiteren Gebäuden in Kronstadt ins UNESCO-Welterbe aufgenommen.